# Oberderdingen
Oberderdingen település Németországban, azon belül Baden-Württembergben. Lakosainak száma 11 956 fő (2023. december 31.).

## Népesség
A település népessége az elmúlt években az alábbi módon változott:
| Lakosok száma | 5896 | 6644 | 8013 | 7852 | 8205 | 9252 | 10 246 | 10 500 | 10 431 | 11 956 |
|               | 1961 | 1967 | 1974 | 1980 | 1987 | 1993 | 2000   | 2006   | 2013   | 2023   |